# 9 век
9 век започва на 1 януари 801 г. и свършва на 31 декември 900 г.

## Събития
- 811 г. – Войските на хан Крум разбиват византийската армия във Върбишкия проход.
- 814 г – Омуртаг става хан на България. Карл Велики умира в Аахен.
- 815 г – Сключен е 30-годишен мирен договор между България и Византия.
- 836 г. – Пресиян става хан на България.
- 843 г. – Окончателно разделяне на Франкската империя с Вердюнския договор.
- 864 г. – Покръстване на България по времето на Борис I.
- 867 г. – На престола в Константинопол се възкачва Василий I – първият император от Македонската династия.
- 870 г. – Провежда се Осми Вселенски събор, на който е учредена Независима Българска архиепископия.
- 886 г. – България приема глаголическата азбука, създадена от византийските мисионери Св. св. Кирил и Методий през 50-те години на 9 век.
- 893 г. – Преславски народен събор. На българския престол се възкачва Симеон I.
- 896 г. – Битка при Южен Буг – българите прогонват маджарите от степите на Южна Украйна. Победа на България над Византия при Булгарофигон.

## Личности
- Борис I – български владетел, въвел християнството и приел учениците на Кирил и Методий
- Василий I Македонец – византийски император, поставил началото на Македонската династия
- Карл Велики – крал на франките, създава Франкската империя
- Климент Охридски – традиционно сочен като създател на кирилицата.
- Крум – български владетел, военачалник и законотворец.
- Св. св. Кирил и Методий – византийски дипломати, християнски мисионери и създатели на глаголицата.